# The Sermon on the Mount Tour
The Sermon on the Mount Tour – piąta trasa koncertowa Robbie’ego Williamsa; w jej trakcie odbyły się trzydzieści dwa koncerty.
1. 6 października 2000 – Reading, Anglia – Rivermead
2. 9 października 2000 – Birmingham, Anglia – NEC Arena
3. 10 października 2000 – Birmingham, Anglia – NEC Arena
4. 12 października 2000 – Birmingham, Anglia – NEC Arena
5. 13 października 2000 – Birmingham, Anglia – NEC Arena
6. 16 października 2000 – Glasgow, Szkocja – SECC Arena
7. 17 października 2000 – Glasgow, Szkocja – SECC Arena
8. 20 października 2000 – Newcastle upon Tyne, Anglia – Newcastle Arena
9. 23 października 2000 – Manchester, Anglia – MEN Arena
10. 24 października 2000 – Manchester, Anglia – MEN Arena
11. 26 października 2000 – Manchester, Anglia – MEN Arena
12. 27 października 2000 – Manchester, Anglia – MEN Arena
13. 28 października 2000 – Manchester, Anglia – MEN Arena
14. 31 października 2000 – Londyn, Anglia – London Arena
15. 1 listopada 2000 – Londyn, Anglia – London Arena
16. 6 listopada 2000 – Londyn, Anglia – London Arena
17. 12 lutego 2001 – Sztokholm, Szwecja – Hovet
18. 14 lutego 2001 – Kopenhaga, Dania – Forum Copenhagen
19. 17 lutego 2001 – Hamburg, Niemcy – Alsterdorfer Sporthalle
20. 19 lutego 2001 – Berlin, Niemcy – Velodrome
21. 20 lutego 2001 – Düsseldorf, Niemcy – Phillips Halle
22. 21 lutego 2001 – Stuttgart, Niemcy – Hanns-Martin-Schleyer-Halle
23. 23 lutego 2001 – Paryż, Francja – Le Zénith
24. 3 marca 2001 – Nuremberg, Niemcy – Nuremberg Arena
25. 4 marca 2001 – Frankfurt, Niemcy – Festhalle Frankfurt
26. 5 marca 2001 – Bruksela, Belgia – Forest National
27. 7 marca 2001 – Bielefeld, Niemcy – Seidenstickerhalle
28. 8 marca 2001 – Rotterdam, Holandia – Ahoy Rotterdam
29. 11 marca 2001 – Zurych, Szwajcaria – Hallenstadion
30. 13 marca 2001 – Wiedeń, Austria – Wiener Stadthalle
31. 14 marca 2001 – Monachium, Niemcy – Olympiahalle
32. 16 marca 2001 – Rotterdam, Holandia – Ahoy Rotterdam